# Büscherhof (Engelskirchen)
Büscherhof ist ein Ort in der Gemeinde Engelskirchen im Oberbergischen Kreis in Nordrhein-Westfalen in Deutschland.

## Lage und Beschreibung
Der Ort liegt im Südwesten von Engelskirchen an der Bundesautobahn 4 und südlich der Agger. Nachbarorte sind Loope, Erlenhof und Hintersteimel.

## Geschichte
1413 wurde der Ort erstmals in einer Kämmereirechnung für den Fronhof Lindlar urkundlich genannt. In dieser Urkunde wird der Ort mit „Neder Busche“ bezeichnet. Die topografischen Karten von 1896 bis 1933 zeigen den Ort mit der Ortsbezeichnung „Unt. Büscherhof“. Ab der Karte von 1957 wird der Ort Büscherhof bezeichnet.